# Louise Herbst
Louise Herbst (* 27. Februar 2008)  ist eine Feldhockeyspielerin. 2013 fing sie bei Rot Weiß Köln mit dem Hockeyspielen an.

## Leben
Im März 2020, kurz vor der Corona-Pandemie, wurde Herbst Westdeutscher Hallenhockey-Meister. Zwei Jahre später, im Sommer 2022, gewann sie mit dem Westdeutschen Hockeybund das OKP-Turnier in Hannover. Im Jahr darauf belegte Louise Herbst beim Herbstpokal (Bundesstützpunkt-Turnier) in Hamburg den zweiten Platz. Im Finale verlor sie mit ihrem Team gegen Berlin. Kurz darauf verlor Louise Herbst mit der Westdeutschen Auswahlmannschaft wieder gegen Berlin, dieses Mal jedoch beim Hallen-Länderpokal, welcher in Berlin stattfand. Parallel dazu wurde sie im Winter 2023 erstmals zu einem Nationalmannschafts-Lehrgang nominiert. Beim Feld-Länderpokal 2024 erreichte Herbst mit ihrem Team den drittem Platz.
Im Herbst 2024 gewann sie mit ihrer Mannschaft vom Rot-Weiß Köln sowohl die Westdeutsche, als auch die Deutsche Meisterschaft der weiblichen U16.
Seit März 2025 ist Louise Herbst Teil der Bundesligamannschaft von Rot Weiß Köln.